# Лозин златар
Лозин златар (лат. Anomala vitis) је врта инсекта (бубе) из породице Scarabaeidae. Типична је за јужну Европу, односно Средоземље.
Поред јужне Европе насељава и друге делове Палеоарктика. Као и многе друге врсте из рода Anomala, сматра се штеточином која наноси штету пољопривредним културама, у његовом случају виновој лози.